# 何其智
何其智（1561年—1601年），號玄溟，顺天固安縣（今河北省固安县）人。明朝官员。

## 生平
萬曆七年（1579年），何其智舉己卯科順天鄉試，万历十七年（1589年）登己丑科三甲一百七十八名进士。万历十八年（1590年）二月，授任山西平遥县知县。万历二十年（1592年）调樂安知縣，二十一年二月調河南宜阳县知县，为政平恕，当地将其列入名宦祠。二十八年升迁户部主事。二十九年卒。